# Filgueirasia arenicola
Filgueirasia arenicola là một loài thực vật có hoa trong họ Hòa thảo. Loài này được (McClure) Guala mô tả khoa học đầu tiên năm 2003.